# Đền Bà Ấn (Thành phố Hồ Chí Minh)
Đền Bà Ấn còn gọi là Đền Bà Mariamman là một ngôi đền thờ nữ thần Mariamman của Ấn Độ giáo ở Thành phố Hồ Chí Minh, Việt Nam. Đền này được Palaniappa Thevar từ Pattukkottai, huyện Thanjavur, một cộng đồng thương mại xứ Tamil Nadu, Ấn Độ xây dựng vào cuối thế kỷ 19. Ngôi đền hiện nay nằm dưới sự quản lý của tổ chức Trẻ em Ấn Độ gốc Việt do Cố thầy Attangudi Lakshmanan Chettiar chủ trì, vốn từng là tư tế trụ trì Đền Thenday Yutthapani tại số 66 Tôn Thất Thiệp, Quận 1, Thành phố Hồ Chí Minh.

## Tổng quan
Đền Bà Ấn là tên mà người dân thường dùng để gọi ngôi đền (có người gọi là chùa) Ấn Độ giáo (còn gọi là Hindu giáo), hiện tọa lạc ở số 45 đường Trương Định, Quận 1, Thành phố Hồ Chí Minh. Đền có tên gốc là Đền Bà Mariamman, và thờ nữ thần Mariamman. Theo tín ngưỡng của người Ấn, thì đây là vị thần của mùa màng bội thu, đất đai màu mỡ, sức khỏe dồi dào, hôn nhân suôn sẻ, con cháu đông vui... Đền được xây dựng từ đầu thế kỷ 20, khi mà một số đông người Ấn Độ di cư qua Việt Nam và sống tập trung ở gần khu vực lập đền sau này. Hiện nay, đền vẫn được đông đảo người Ấn đến cúng bái.
Ngôi đền này được xây lên nhằm phục vụ cộng đồng tín đồ Ấn Độ giáo ở Việt Nam. Nó chỉ phục vụ khoảng năm mươi gia đình người Tamil ở Thành phố Hồ Chí Minh. Hầu hết các tín đồ đều là người Việt Nam hoặc người Việt gốc Hoa từng trải nghiệm quyền năng của nữ thần Mariamman.

## Kiến trúc
Tại sảnh ngoài đền, những đứa con của Parvati là Ganesha và Muruga lần lượt ở bên phải và bên trái của nữ thần. Raja-gopuram của ngôi đền này cao khoảng 12m và chứa một số bức tượng. Tượng của Lakshmi, Murugan và các vị deva khác nằm rải rác dọc hành lang. Đặc điểm chính của ngôi đền là các bức tượng khác nhau của Mariamman, bao quanh các bức tường bên ngoài của ngôi đền. Chúng bao gồm Nataraja, Shiva, Brahma, Vishnu, Kali, Biramasakthi, Samundi, Thirumagal, Mageswari, Meenatchi, Valambigai, Andal, Kamatchiamman, Karumari-amman, Sivagami và Parvati đều có Murugan trong lòng vị nữ thần này. Ngoài ra còn có một mandapam khổng lồ hoặc sảnh chính bên trong kovil (Đền thờ).

## Hình ảnh

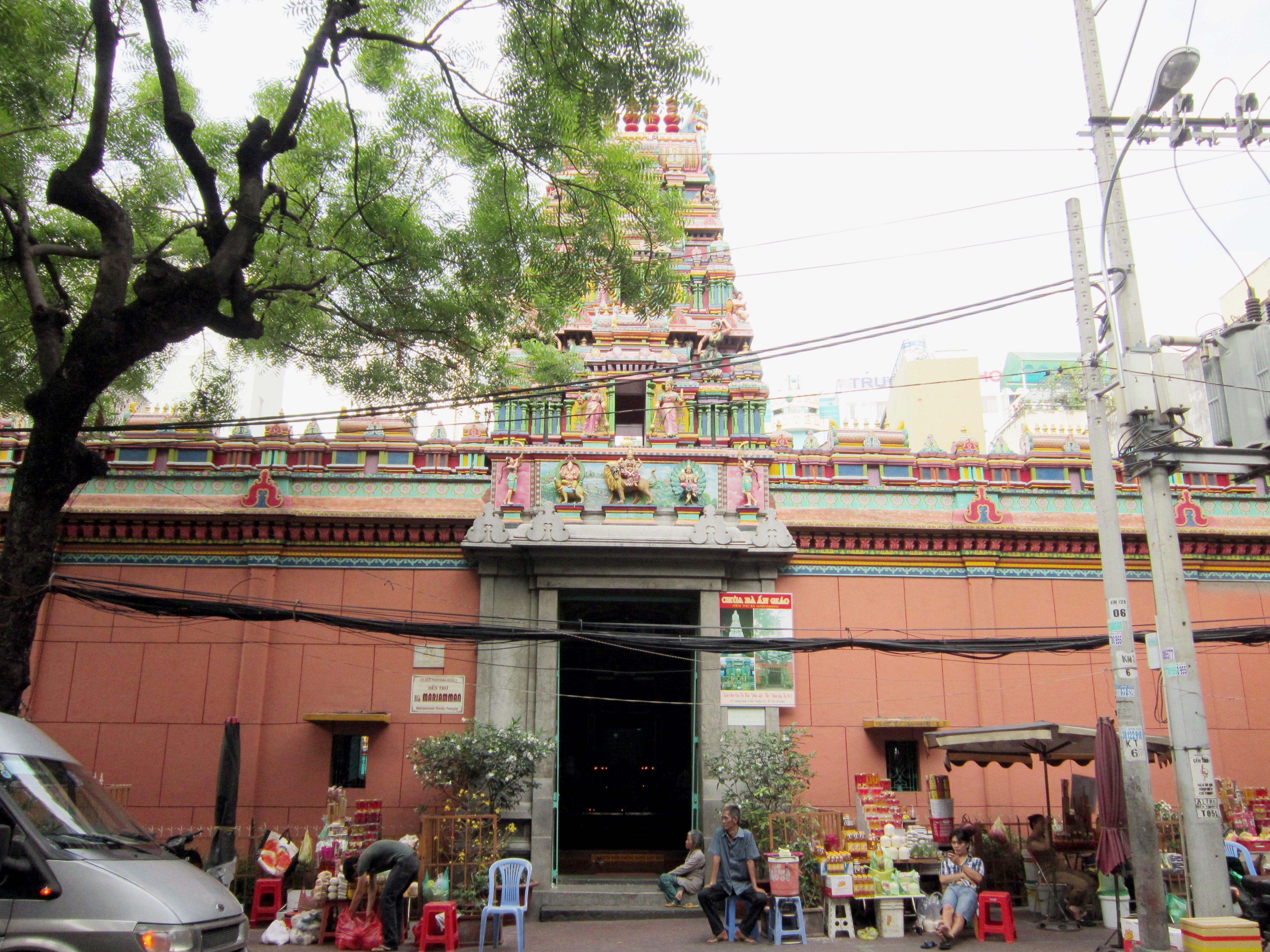
Đền Bà Ấn
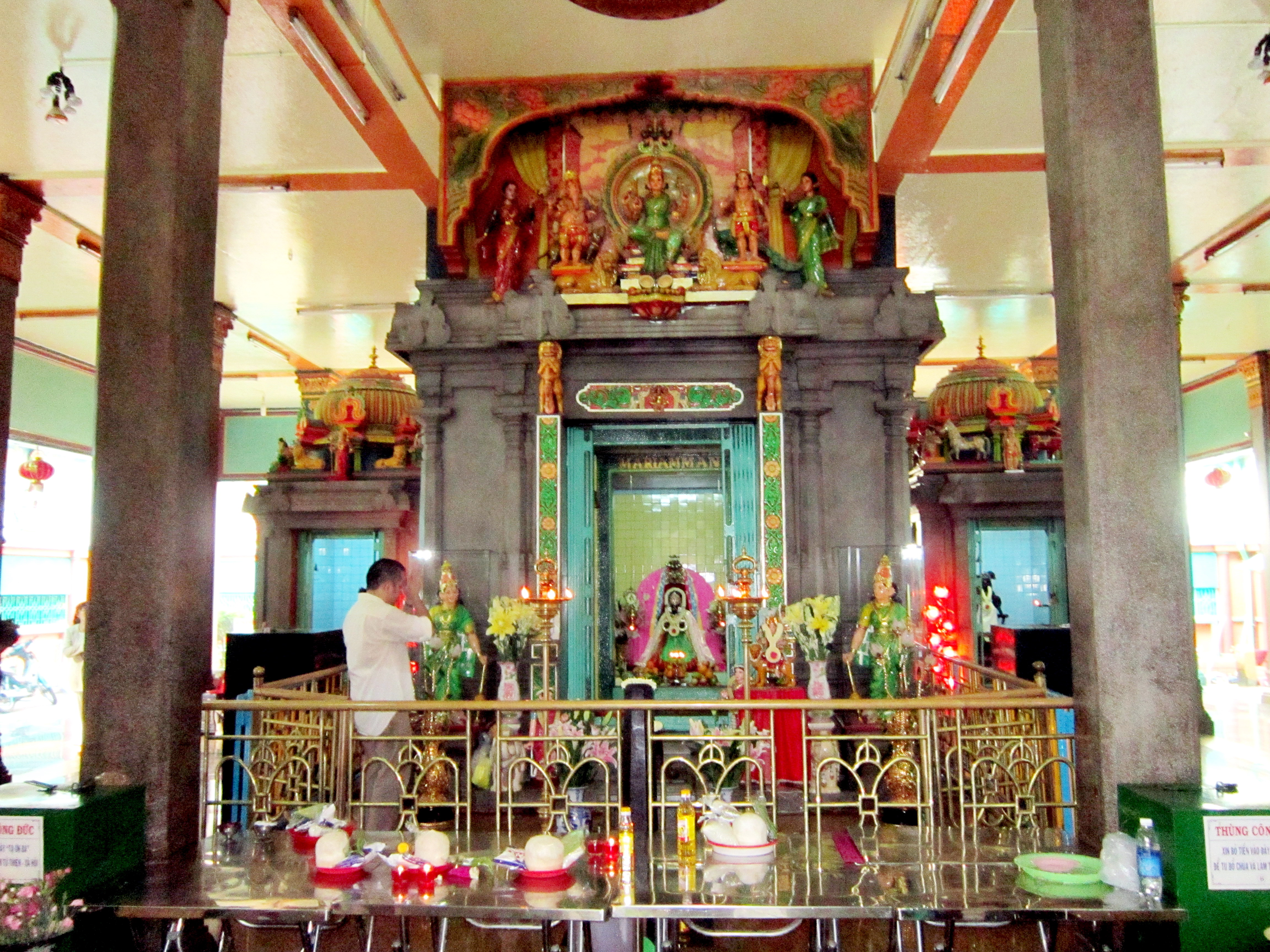
Bàn thờ Bà Ấn trong chính điện
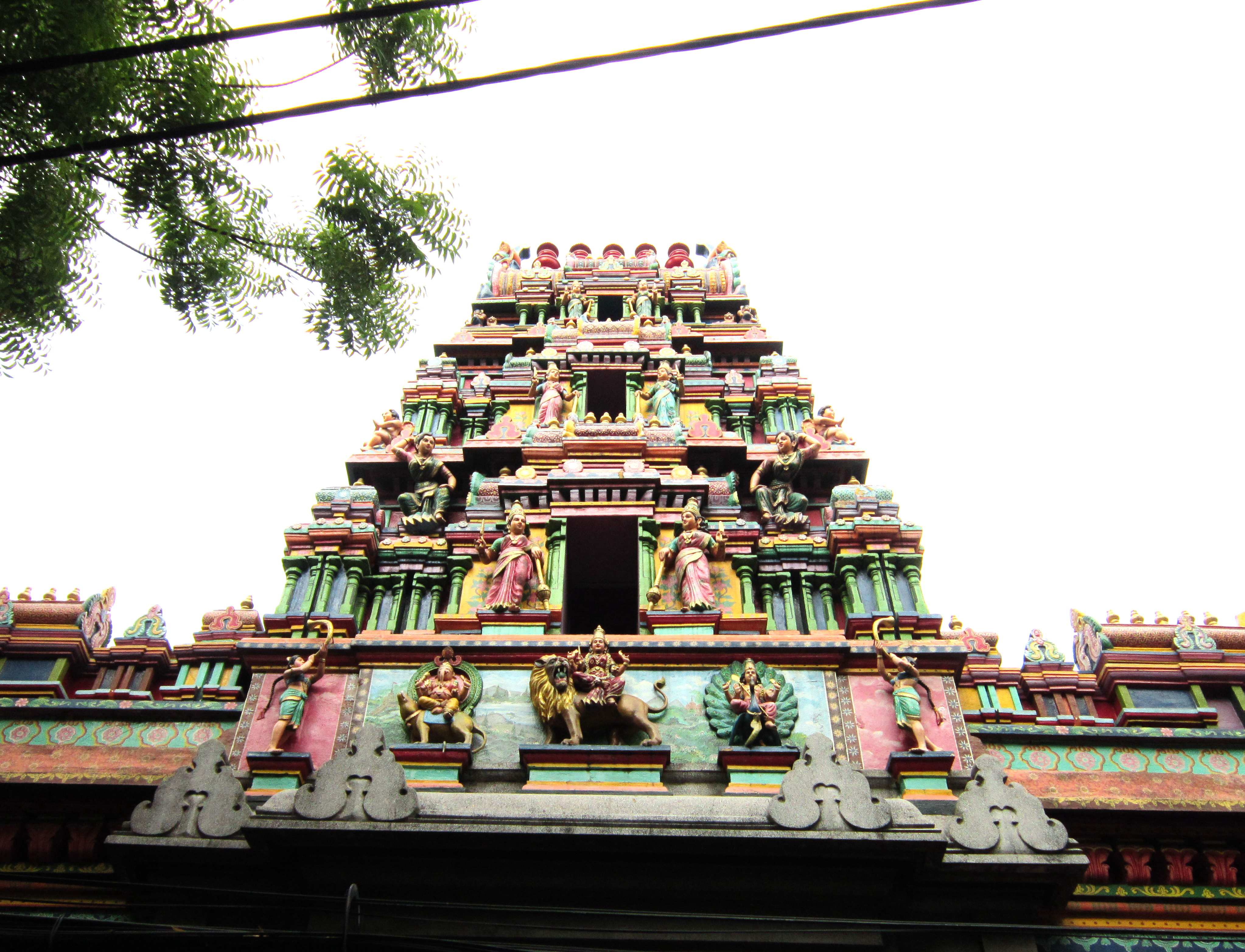
Tháp trang trí trên mái đền
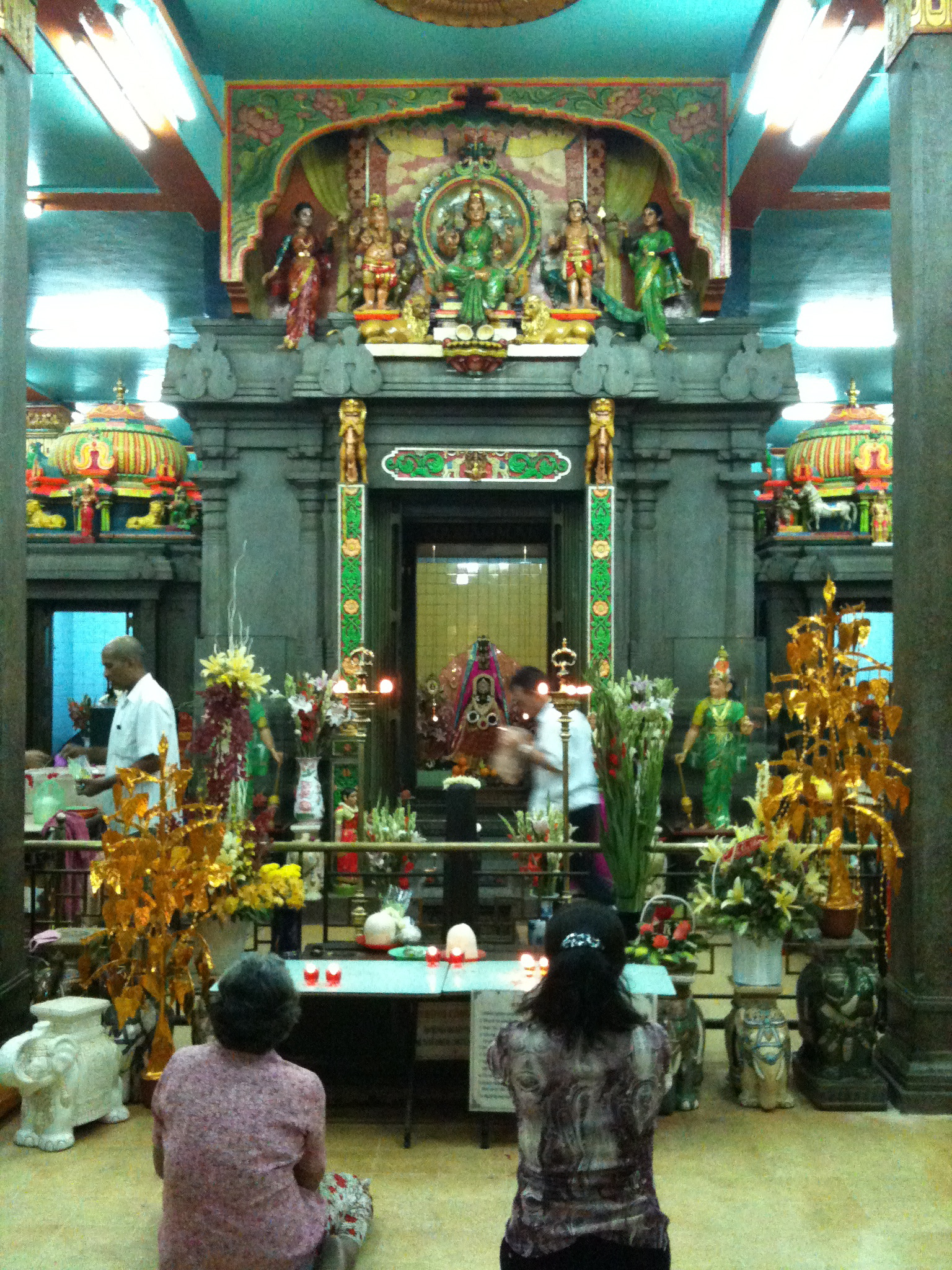
Nội thất của ngôi đền